# Gauteng
Gauteng er geografisk den mindste af de ni provinser i Sydafrika, men en af de største og tættest befolkede. Både Sydafrikas største by Johannesburg og hovedstaden Pretoria ligger i Gauteng. Provinsen har et areal på 18.178 km² og en befolkning på 13.200.300 (2015) indbyggere. Den er landets økonomiske centrum, bygget på guldfund og minedrift. Gauteng blev grundlagt 27. april 1994 ved det første demokratiske valg i Sydafrika. Gauteng udgør en del af den tidligere Transvaalprovins. 
Den kendte sydafrikanske kommunistleder Chris Hani boede i byen Boksburg i denne provins, da han blev dræbt. 
- Wikimedia Commons har flere filer relateret til Gauteng

26°S 28°Ø / 26°S 28°Ø